# کل‌نگری
کل‌نگری، کل‌گرایی، یا اصالت کل (Holism) به نگرش و طریقهٔ تفکری گفته می‌شود که بر اساس آن تعیین و تبیین تمامی صفات و ویژگی‌های سامانه‌ها تنها و تنها با مطالعهٔ مؤلفه‌ها و اجزاء متشکلهٔ آن‌ها میسر نیست.

## کل گرایی در فلسفه زبان
کل‌گرایی در فلسفهٔ ذهن بیشتر در مورد محتوای گرایش‌های گزاره‌ای و نیز در مورد معانی مجعولات زبانی (linguistic constructions) بحث شده‌است. برای مثال، اگر شما فکر می‌کنید که معنای جملهٔ خاصی در یک زبان به روابط استنتاجی یا استدلالی آن با سایر جملات در همان زبان بستگی دارد، شما دربارهٔ معنا یک کل‌گرا هستید. یا اگر فکر می‌کنید که در یک مورد خاص، محتوای باور یک شخص به روابط استنتاجی یا استدلالی آن با سایر باورهای آن شخص بستگی دارد، شما دربارهٔ محتوا یک کل‌گرا هستید. به علاوه، حتی این صورت‌بندی‌ها هم دقیق نیستند. دقیق کردن آنها مستلزم این است که وارد جزئیات مربوط به مفاهیم روابط "استنتاجی (inferential)" یا "استدلالی (evidential)" شویم و همچنین باید بگوییم که این روابط تا چه اندازه باید گسترده باشند.

## کل‌نگری در علوم
مقالهٔ اصلی: کل‌نگری در علوم
در نیمهٔ دوم قرن بیستم، کل‌نگری و کلان‌بینی به تفکرات سیستمی و مشتقات آن نظیر علوم بی‌نظمی و پیچیدگی انجامید. در اغلب موارد، سیستم‌های مربوط به زیست‌شناسی، روان‌شناسی و جامعه‌شناسی چنان پیچیده‌اند که رفتارهای آن‌ها را نمی‌توانیم تنها از روی خواص مربوط به اجزاء و المان‌ها استنتاج نماییم.